# Kunoy
- Areal: 35,5 km² (rang 8)
- Indbyggere: 134 (rang 11, den 31.12.2002)
- Pr. km²: 3,8/km²
- Højeste fjeld: Kúvingafjall, 830 m
- Antal fjelde: 11
- Kommune: Kunoyar kommuna
- Markatal: 64-08-00 mk.gl.sk.

Kunoy (dansk Kunø) er en ø i det nordlige Færøerne.
Kunoys 6 højeste fjelde er Kúvingafjall, 830 m, Havnartindur 820 m, Middagsfjall 806 m, Kunoyarnakkur 820 m, Ranndalur 703 m og Urðafjall 817 m. Den udgør sin egen kommune, Kunoyar kommuna.
Øen har fået sit navn efter det 820 m høje forbjerg Kunoyarnakkur på øens nordspids, som falder næsten lodret i Atlanterhavet. Derved regnes det blandt verdens højeste, mens Enniberg på naboøen Viðoy med 754 m lodret klippevæg er verdens højeste lodrette kap. Nordøst for Kunoy bygd ligger der en skov med forskellige træarter.
Der er kun to bygder på Kunoy: Kunoy bygd på vestkysten, og Haraldssund på østkysten. Mellem de to er der en ca. 3 km lang tunnel, mens en dæmning forbinder Haraldsund med naboøen Borðoy, hvor Klaksvík ligger.
En tredje bygd, Skarð, blev forladt efter juleaften 1913, da alle bygdens syv mænd omkom ved et skibsforlis (undtagen en 14-årig og en 70-årig). Símun av Skarði (1872-1942), en af bygdens sønner, boede i Tórshavn, da ulykken skete, og regnes blandt de mest betydningsfulde færøske pædagoger. Han har skrevet den færøske nationalhymne.

## Historie
- 1705 – En bonde i Haraldssund blev fradømt sin gård, fordi han havde købt tobak af et nederlandsk skib, i bytte mod to par sokker, og dermed brød det lovfæstede, danske handelsmonopol.
- 1867 – Kirken i Kunoy bygd blev bygget.
- 1872 – Símun av Skarði blev født i Skarð.
- 1913 – På lille julaften druknede alle syv arbejdsføre mænd i Skarð på havet.
- 1988 – Tunnelforbindelsen mellem Kunoy bygd og Haraldssund blev åbnet.

## Plantagen
1914 plantede man syd for Kunoy bygd en plantage med 17.000 m², men i dag er kun ca. 7.800 m² dækket af træer, og lunden er derved den mindste plantage på øerne. Specielt ved plantagen er, at den er plantet omkring et kæmpestort klippestykke, som er flyttet dertil af istidens gletsjere. Plantagen er overvejende beplantet med Skovfyr (Pinus sylvestris). Plantagen har gode vandrestier.
- Kort over øen
- Kunoy og Kalsoy til højre
- Kunoy bygd
- Tunneldal i nærheden af Kunoy bygd
- Kunoy Plantage